# Héritier Luvumbu
Héritier Luvumbu Nzinga, né le 23 juillet 1992 à Kinshasa, est un joueur de football international congolais (RDC) évoluant au poste d'attaquant au DC Motema Pembe. Il possède une forte puissance de frappe dans les coups francs.

## Parcours

### En club
Héritier commence sa carrière à l'AS Rojolu en 2011. Grâce à de bonnes performances, il est repéré par Florent Ibenge l'entraîneur de l'AS Vita Club.
En 2013, il signe en faveur de l'AS Vita Club. Il joue deux Ligue des Champions, dont une finale en 2014 contre l'ES Setif.
Il signe au Royale Union saint-gilloise au mercato estivale 2017 après un test de un mois pour un prêt d'une saison avec option d'achat.
En 2021, après son parcours au maroc, il tente un retour à l'As Vita Club mais qui n'aboutit pas.
En 2022, il quitte officiellement le DCMP pour signer un contrat de 6 mois chez le Rayon Sports FC de Kigali, qui se prolonge à la suite,.
Le 28 février 2024, Héritier Luvumbu signe un précontrat pour la saison 2024-2025, avec l’AS Vita club.

### Résiliation de contrat
Le 12 février 2024, les autorités du club Rayon sports décident de résilier le contrat de leur attaquant, Héritier Luvumbu, à la suite d'un acte jugé antisportif et de manque de discipline,,,.
Tout commence le dimanche 11 février 2024, lors d'un match opposant son club et Police FC. Luvumbu marque un but, et il se décide à le célébrer en posant sa main sur sa bouche et un doigt sur sa tempe, un geste initié par Cédric Bakambu et utilisé par les léopards de la RDC lors de la demi-finale de la CAN2023 pour dénoncer le silence de la communauté internationale face aux massacres à l'est de leur pays,,.
Après cet acte, les autorités de l'équipe ainsi qu'un bonne partie de la population rwandaise se sentent indignés par cette position du joueur, lui reprochant de mélanger politique et sport, demandant même sa suspension voire son rapatriement.
Obligé à présenter publiquement ses excuses, Luvumbu refuse, et la nuit du 13 au 14 février 2024, il est exfiltré du territoire rwandais pour regagner la RDC,,.

### En sélection
Il participe à la Coupe d'Afrique des nations 2013 avec l'équipe de République démocratique du Congo.
Il joue également avec la sélection congolaise le Championnat d'Afrique des nations 2014, où son équipe atteint les quarts de finale.
Il dispute enfin une rencontre face à la Libye comptant pour les tours préliminaires de la coupe du monde 2014.
Il a participé également au CHAN 2016 avec l'équipe de la RD Congo, il a marqué un but contre l'Éthiopie sur une passe de Guy Lusadisu.
Il a été trois fois élu l'homme du match, notamment contre l'Éthiopie, l'Angola et surtout contre le Rwanda en quart de finale. D'ailleurs, le sacre de la RDC lui a été dédié car le match contre le Rwanda fut son dernier match en cette coupe car il a eu une déchirure. C'est donc un autre ailier gauche des Léopards, le Jeune Meschack Elia qui a été élu l'homme de la compétition, c'est-à-dire meilleur joueur de la compétition et meilleur buteur avec quatre buts. Mechack quant à lui a doublé en finale, par contre Akaichi de la Tunisie et Shikatara du Nigeria, auteurs de quatre buts, ont quitté avant le carré d'as.